# Hurivske, Dolînska
Hurivske (în ucraineană Гурівське) este un sat în comuna Novooleksandrivka din raionul Dolînska, regiunea Kirovohrad, Ucraina.